# Novo Pračno
Novo Pračno – wieś w Chorwacji, w żupanii sisacko-moslawińskiej, w mieście Sisak. W 2011 roku liczyła 452 mieszkańców.